# Caratê no World Combat Games de 2013
A disputa do Caratê no World Combat Games de St. Petersburg-2013 se deu no Spartak - Sports Complex 'Arena' nos dias 20 e 21 de Outubro de 2013.
O embaixador da modalidade foi o japonês Tsuguo Sakumoto, tri-campeão mundial e então diretor da commissão técnica da Federação Mundial de Karate.

## Quadro de Medalhas
Legenda
| Ordem | País           | Medalha de ouro | Medalha de prata | Medalha de bronze | Total |
| ----- | -------------- | --------------- | ---------------- | ----------------- | ----- |
| 1     | Japão          | 1               | 1                | 0                 | 2     |
| 2     | França         | 1               | 0                | 1                 | 2     |
| 2     | Turquia        | 1               | 0                | 1                 | 2     |
| 4     | Irão           | 1               | 0                | 0                 | 1     |
| 4     | Rússia         | 1               | 0                | 0                 | 1     |
| 4     | Venezuela      | 1               | 0                | 0                 | 1     |
| 7     | Egito          | 0               | 1                | 1                 | 2     |
| 8     | China          | 0               | 1                | 0                 | 1     |
| 8     | Letônia        | 0               | 1                | 0                 | 1     |
| 8     | Marrocos       | 0               | 1                | 0                 | 1     |
| 8     | Espanha        | 0               | 1                | 0                 | 1     |
| 12    | Brasil         | 0               | 0                | 1                 | 1     |
| 12    | Colômbia       | 0               | 0                | 1                 | 1     |
| 12    | Estados Unidos | 0               | 0                | 1                 | 1     |
| Total | Total          | 6               | 6                | 6                 | 18    |

## Medalhistas

### Masculino
| Evento        | Ouro                        | Prata              | Bronze                           |
| ------------- | --------------------------- | ------------------ | -------------------------------- |
| Kata          | Antonio José Díaz Fernández | Ryo Kiyuna         | Ibrahim Magdy Moussa Ibra Ahmed  |
| Kumite 60 kg  | Magomedraul Murtazaliev     | Kavis Kalnins      | Douglas Santos Brose             |
| Kumite 67 kg  | Saeid Ahmadikaryani         | Redouan Kousseksou | Jose Guillermo Ramirez Gutierrez |
| Kumite 75 kg  | Rafael Aghayev              | Luigi Busà         | Noah Bitsch                      |
| Kumite 84 kg  | Kenji Grillon               | Ryutaro Araga      | Hany Shaker El Sayed Keshta      |
| Kumite +84 kg | Shahin Atamov               | Zabiollah Poorshab | Enes Erkan                       |

### Women
| Evento        | Ouro                   | Prata                      | Bronze                            |
| ------------- | ---------------------- | -------------------------- | --------------------------------- |
| Kata          | Sandy Brigitte Scordo  | Yaiza Martin Abello        | Kokumai Sakura                    |
| Kumite 50 kg  | Serap Özçelik          | Hong Li                    | Alexandra Aurelle Sibylie Recchia |
| Kumite 55 kg  | Miki Kobayashi         | Yassmine Hamdy Byomy Attia | Tuba Yenen                        |
| Kumite 61 kg  | Merillela Arreola      | Kristina Noelle Mah        | Olga Stepanova                    |
| Kumite 68 kg  | Fatma Alzahraa Mahmoud | Inga Sheroziia             | Kimberly Murphy                   |
| Kumite +68 kg | Nadege Ait Ibrahim     | Maša Martinović            | Faten Aissa                       |